# Thorey-sur-Ouche
Thorey-sur-Ouche – miejscowość i gmina we Francji, w regionie Burgundia-Franche-Comté, w departamencie Côte-d’Or.
Według danych na rok 1990 gminę zamieszkiwało 121 osób, a gęstość zaludnienia wynosiła 10 osób/km² (wśród 2044 gmin Burgundii Thorey-sur-Ouche plasuje się na 789. miejscu pod względem liczby ludności, natomiast pod względem powierzchni na miejscu 794.).